# Jeremius de Drijvere
Jeremius (of Jeremias) de Drijvere (Nederbrakel, 1504 - Leuven, december 1554), ook Hieremias Driverius of Triverius, was een Leuvens hoogleraar en arts. Er werd ook, gelet op zijn geboorteplek bijgevoegd Brachelius of Gerardimontanus.

## Levensloop
Zoon van de chirurgijn-barbier Jeroom de Drivere, begon hij zijn hogere studies in Leuven aan het pas door Jeroom Busleyden opgerichte Collegium Trilingue.
Hij volgde er de klassieke opleiding in de letteren en studeerde af in 1522 als eerste van zijn promotie. Hij was toen pas achttien. De Grote Prijs voor Wijsbegeerte die hij behaalde was een onderscheiding waaraan in zijn tijd grote waarde en belang werd gehecht.
Hij bleef waarschijnlijk als leraar aan het Collegium verbonden. In 1531 trad hij als lid van de Facultas Artium toe tot de Academische Senaat.
Hij had in de loop van de jaren twintig de studie geneeskunde aangevat. In 1531 publiceerde hij zijn eerste werk, een boekje over dieetleer, onder de titel Disceptatio de securrissimo victu, a Neotericis perperam praescipto, waarin hij de raad gaf de voeding aan te passen naargelang de seizoenen.
Het jaar daarop verscheen zijn belangrijkste werk De Missione sanguinis in pleuritide, een dissertatie van vijfenveertig bladzijden, als bijdrage aan de grote discussie die de gemoederen van de artsen in de zestiende eeuw beroerde, namelijk de vraag waar een aderlating diende te gebeuren in geval van longontsteking. In de oudheid had Galenus hieraan drie verhandelingen gewijd en twee methoden voorgesteld, die allebei hun voorstanders hadden. Jeremias de Drijvere probeerde in zijn De missione de beide methoden te verzoenen.
In 1535 kwam hij terug op de aderlatingsdiscussie, met zijn boek De Temporibus morborum et opportunitate auxiliorum. Adjectus est ab eodem Elenchus Apologiae Leonhardi Fuchsii super emissae de missione sanguinis in pleuritide.
Hij bleef actief de ideeën van de oude meesters bestuderen en publiceerde zijn commentaren op werken van Galenus en Hippocrates. Deze commentaren kenden talrijke herdrukken, tot op het einde van de zestiende eeuw.
Op 6 mei 1537 promoveerde De Drijvere tot doctor medicinae aan de Leuvense universiteit. Zijn kwaliteiten als arts en zijn publicaties maakten dat hij vermaard werd. In 1541 werd hij buitengewoon hoogleraar in de anatomie. In 1543 werd hij gewoon hoogleraar. In 1544 verscheen zijn inaugurale rede. Hierin behandelde hij twee manieren om de geneeskunde te studeren, te onderwijzen en uit te oefenen.
Als nauwlettende clinicus was hij de eerste om het besmettelijk karakter aan te tonen van schurft. Hij beschreef hoe de wijfjesmijt de huid doorboorde en vermoedde, net als Aristoteles, dat de jeuk veroorzaakt werd door een parasiet. Zijn vermoedens over de besmettelijkheid werden in 1634 bevestigd door Mouffet in zijn Theatrum insectorum en pas in de negentiende eeuw werd de schurftmijt door Renucci accuraat beschreven.
Hij bestudeerde ook de pathologie van de gewrichtsaandoeningen. In 1532 publiceerde hij bij Gravius in Leuven een verhandeling over jicht en andere artritisvormen, dat zestig jaar later nog in Frankfurt werd heruitgegeven.
Twee van zijn werken werden vier decennia na zijn dood uitgegeven door zijn zoon Dyonisius de Drijvere, die arts werd in Zierikzee.
Zijn meest recente biograaf, professor em. Robrecht Van Hee (Universiteit Antwerpen), concludeerde dat Jeremias de Drijvere tijdens de renaissance bijdroeg tot de ontplooiing van nieuwe ideeën, die gebaseerd waren op wetenschappelijke studie evenzeer als op de zintuiglijke waarneming via anatomisch en klinisch onderzoek. Hij wordt hierdoor erkend als een der belangrijke coryfeeën uit de 16e-eeuwse geneeskundige wetenschappen.

## Privé
Hij was getrouwd met Anna Walraevens en had drie kinderen: Dyonisius, Philippine en Elisabeth.
Hij stierf na een uitputtende en slepende ziekte en werd bijgezet in de Leuvense Sint-Pieterskerk. Zijn graf is inmiddels verdwenen.

## Publicaties
- Disceptatio de securissimo victu, Leuven, Servatius Zaseus, 1531.
- De Missione sanguinis in pleuritide, Leuven, Rutgerus Rescius en Bartholomeus Gravius, 1532.
- De Temporibus morborum et opportunitate auxiliorum Galeni, commentaren op het werk van Galenus, Leuven, Servatius Zaseus, 1535.
- Commentaren op de aforismen van Hippocrates, Antwerpen, Matthias Crom, 1538.
- Commentaren op Celsus' 'De Re Medica', Antwerpen, Matthias Crom, 1539.
- De duabus hodie Medicorum sectis ac de diversa ipsarum methodo ad studiosos Medicinae nuper oratio, inaugurale rede aan de Universiteit, faculteit geneeskunde, Antwerpen, Martinus Nutius, 1544.
- In artem Galeni commentarii, Leiden, 1547.
- Celsi de sanitate twenda liber, 1592.
- Universae medicinae brevissima absolutissimaque methodus, Leiden, Officina Plantiniana, 1592.

Op microfilm bewaard:
- Hieremiae Thiveri Brachelii, Novi et integri commentarii in omnes Galeni libros de temperamentis, Cambridge (Mass.), Omnisys, 1990 (microfilm)
- Hieremiae Thriveri Brachelii, Commentarii in Hippocratem de Ratione victus in morbis acutis, Cambridge (Mass.), Omnisys, 1990 (microfilm)
- Commentarii in Hippocratem de Ratione victus in morbis acutis, Cambridge (Mass.), Omnisys, 1990 (microfilm)
- Hieremiae Thriverae Brachelii, In tekhnike Galeni clarissimi commentarii, Cambridge (Mass.), Omnisys, 1990 (microfilm)
- Hieremiae Thriveri Brachelii, In Polybum, aut Hippocratem, Cambridge (Mass.), Omnisys, 1990 (microfilm)
- Les aphorismes d'Hippocrates avec le commentaire de Galien sur le premier livre traduicts de grec en françois par M. J. Breche avec annotations par ledict Breche. [plus] Les aphorismes de J. Damascène, [ensemble une] Epitome sur les trois livres des tempéraments de Galien par Jérémie Triveris Brachelius, Cambridge (Mass.), Omnisys, 1990 (microfilm)
- Hieremiae Thriveri Brachelii, Commentarii in VII libros Aphorismorum Hippocratis, Cambridge (Mass.), Omnisys, 1990 (microfilm)

## Hulde
- In Brakel is er een Dokter De Drijverestraat.
- Twee verenigingen, de Geschied- en Heemkundige Kring van Brakel, Lierde en Horebeke, en de Zottegemse artsenvereniging dragen de naam Triverius.
- In 2004 werden in zijn geboortestreek talrijke activiteiten georganiseerd naar aanleiding van de 500ste verjaardag van zijn geboorte.
- De Brouwerij De Graal brouwt een wit bier onder de naam Triverius.
- Sinds 2015 is er een Triveriusmuseum met medische instrumenten.